# Diwowo (stacja kolejowa)
Diwowo (ros. Дивово) – stacja kolejowa w miejscowości Staroletowo, w rejonie rybnieńskim, w obwodzie riazańskim, w Rosji. Położona jest na linii Moskwa – Riazań.

## Historia
Stacja powstała w XIX w. pomiędzy stacjami Ałpatjewo i Rybnoje.
W 1943 na stację przybywali Polacy w celu dołączenia do formującej się w pobliskich Sielcach 1 Warszawskiej Dywizji Piechoty im. Tadeusza Kościuszki. Stąd też wyruszały transporty polskich żołnierzy na front.